# Eruzione dell'Eyjafjöll del 2010
L'eruzione dell'Eyjafjöll del 2010 è consistita in una serie di eventi di natura vulcanica verificatisi sul vulcano Eyjafjöll, nella parte meridionale dell'Islanda.
Un'attività sismica che si è prodotta a partire dalla fine del 2009 ha preceduto un'eruzione vulcanica che è iniziata nella notte del 20 marzo 2010. Un'eruzione successiva del 14 aprile 2010 ha creato seri problemi alla navigazione aerea in Europa, paralizzando completamente il traffico aereo fino al 23 aprile e continuando a causare chiusure a intermittenza degli aeroporti del Nord Europa fino al 9 maggio. L'attività vulcanica ha poi cominciato a diminuire, finché nell'ottobre del 2010 è stata dichiarata conclusa, benché la zona continui ad essere geotermicamente attiva.

## Premessa
Il vulcano Eyjafjöll è coperto dal ghiacciaio Eyjafjallajökull, uno dei più piccoli ghiacciai dell'Islanda. Si trova a nord di Skógar ed a ovest del più grande ghiacciaio di Mýrdalsjökull. La crosta di ghiaccio ricopre il vulcano Eyjafjöll, alto 1666 metri, che è attivo dall'era glaciale.

## Prima eruzione
Alla fine di dicembre 2009 ebbe inizio un'attività sismica nell'area del ghiacciaio Eyjafjallajökull, con migliaia di leggere scosse sismiche di magnitudo oscillante fra i gradi 1 e 2 della scala Richter. Dal febbraio 2010 il Global Positioning System (GPS) usato dall'Istituto meteorologico d'Islanda a Þorvaldseyri (fattoria nell'area di Eyjafjöll a circa 15 chilometri a sud est del punto dell'eruzione) mostrò un innalzamento di 3 centimetri della crosta terrestre in direzione sud, dei quali uno in un solo giorno. Questa inusuale attività sismica, assieme alla rapida crescita del terreno, ha dato ai geofisici evidenza che vi era in corso una risalita di magma. L'attività sismica ha continuato ad intensificarsi fra il 3 ed il 5 marzo, periodo in cui sono state registrate circa 3.000 scosse con epicentro sotto il vulcano.
La maggior parte di queste furono di intensità percepibile quasi solo dagli strumenti (magnitudo 2), ma alcune scosse furono avvertite dalla popolazione nelle città vicine.
L'eruzione ebbe inizio il 20 marzo 2010, fra le 22:30 e le 23:30 locali (UTC), alcuni chilometri ad est del ghiacciaio, a nord del passo di Fimmvörðuháls.
L'eruzione creò subito un turismo di curiosi attratti dal fenomeno vulcanico.

### Evacuazione della zona
Circa 500 allevatori e le loro famiglie, dell'area di Fljótshlíð, Eyjafjöll e Landeyjar, vennero evacuati nel corso della notte e trasferiti in volo a Reykjavík ed all'Aeroporto di Keflavík. Gli abitanti delle zone di Fljótshlíð, Eyjafjöll e Landeyjar vennero autorizzati a rientrare nelle loro case dopo una riunione della Protezione Civile del 22 marzo ed il piano di evacuazione venne sospeso. Invece, la polizia chiuse sia la strada per Þórsmörk che il tragitto fuoristrada da Skógar per il passo di Fimmvörðuháls, anche se poi queste strade vennero riaperte il 29 marzo, sia pure soltanto ai mezzi fuoristrada. Quando venne a crearsi la seconda fessurazione, la strada venne nuovamente chiusa al traffico per il pericolo di slavine dovute alla fusione di ghiaccio o per accumuli di neve, ma venne riaperta ancora intorno al mezzogiorno del 1º aprile.

### La fessurazione
La fessurazione era lunga circa 500 metri in direzione da nord-est a sud-ovest, con 10 o 12 crateri eruttanti lava ad una temperatura di circa 1.000°C. Il magma veniva lanciato fino all'altezza di 150 metri. La lava era alcalina e relativamente viscosa, e l'avanzata del fiume magmatico verso est e ovest era molto lenta, segno classico di un'eruzione effusiva. La lava fusa compì un percorso di quasi 4.000 metri a nord-est della fessurazione, scorrendo nel canalone Hrunagil e formando una cascata di 200 metri, avviandosi poi lentamente verso Þórsmörk, senza giungere però a Krossá. Il 25 marzo 2010, mentre studiavano l'eruzione, alcuni vulcanologi ebbero modo di vedere, per la prima volta nella storia, il formarsi di uno pseudo-cratere durante un'esplosione di vapore. L'espansione della crosta terrestre continuò a Þorvaldseyri ancora per due giorni dopo l'inizio dell'eruzione, ma poi iniziò a decrescere lentamente, a seguito dell'aumento dell'attività eruttiva, indicando così che l'ingresso del magma nella camera eruttiva era pari alla fuoriuscita di lava dalle bocche, evidenziando un raggiunto equilibrio nell'attività effusiva. Il 31 marzo si aprì però una nuova fessurazione, a circa 200 metri a nord-ovest della prima. Molti testimoni erano presenti al momento dell'evento. Questa seconda fessurazione era leggermente più piccola della precedente - circa 300 metri secondo i testimoni - e la lava cominciò a fluire nel canalone Hvannárgil. Queste due eruzioni originavano dalla stessa camera magmatica, secondo quanto dichiarato dai vulcanologi. Nessuna attività sismica inusuale e nessuna deformazione della crosta terrestre venne registrata prima dell'apertura della seconda fessurazione.

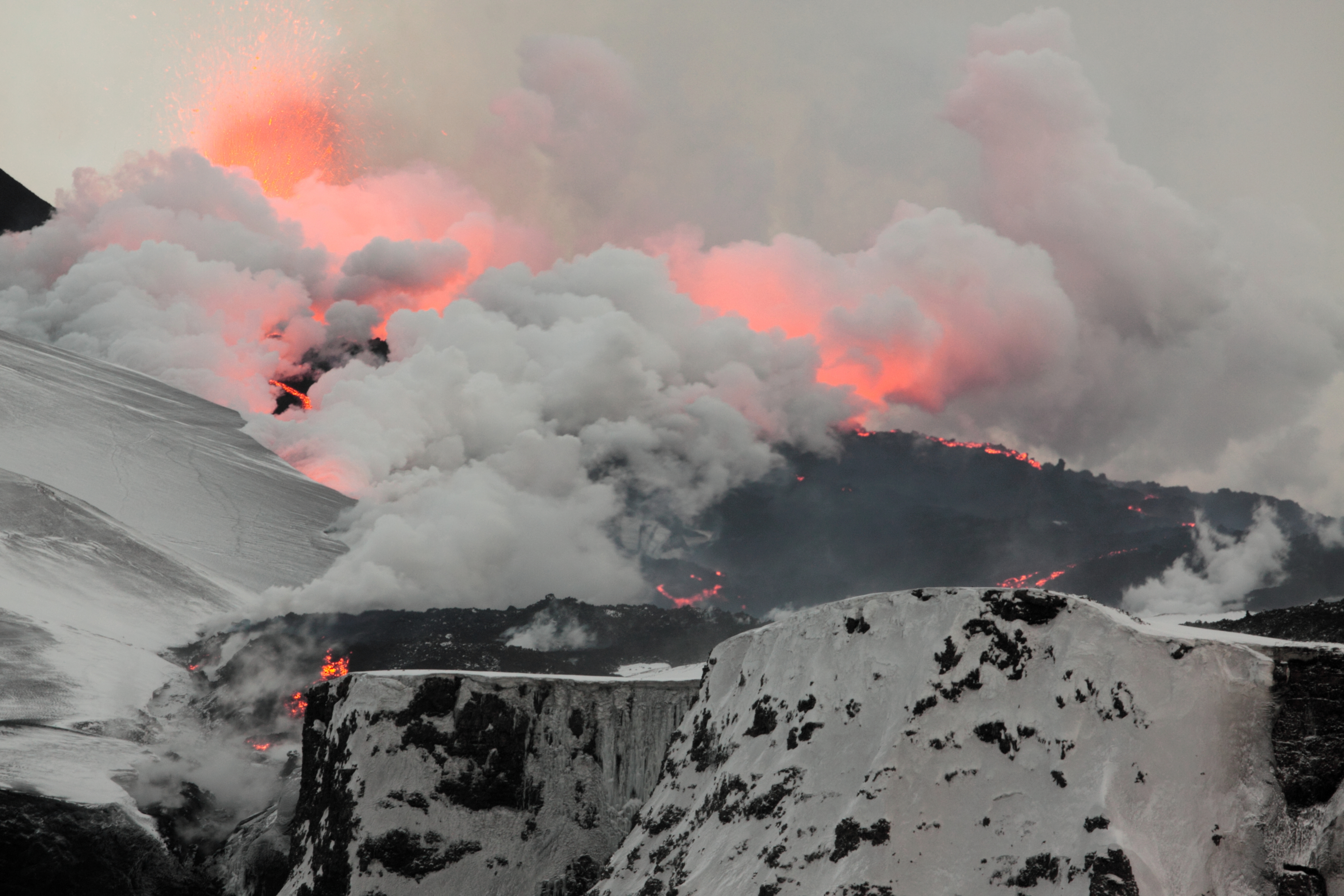
Seconda fessurazione, vista da nord, il 2 aprile 2010

Il geofisico Magnús Tumi Einarsson disse (alla conferenza stampa di Hvolsvöllur il 21 marzo 2010) che questa eruzione era di piccola entità rispetto, ad esempio, a quella di Hekla del 2000. L'eruzione, piuttosto che avvenire sotto la crosta del ghiacciaio, avvenne nel passo montano fra i ghiacciai di Eyjafjallajökull e Mýrdalsjökull. Poiché la lava scorreva lontana dai ghiacci, il rischio di inondazione sembrò minimo, ma comunque la fessurazione avrebbe potuto estendersi al ghiacciaio aumentando notevolmente il pericolo di inondazione. Le stazioni dell'Istituto meteorologico d'Islanda non riscontrarono apprezzabili aumenti di ceneri vulcaniche nell'atmosfera, nelle prime 24 ore dall'inizio dell'eruzione. Comunque, nel corso della notte del 22 marzo 2010, vennero riscontrate piogge di ceneri vulcaniche nell'area di Fljótshlíð (20–25 chilometri a nord-ovest del luogo dell'eruzione) e Hvolsvöllur (40 chilometri a nord-ovest) riscontrando una sottile cenere grigia sui veicoli parcheggiati in strada. Intorno alle 7:00 del 22 marzo venne emessa una colonna di fumo alta 4 chilometri. Questa fu l'esplosione più forte dall'inizio del fenomeno eruttivo. Il 23 marzo 2010 si creò una piccola nube di vapore, quando il magma venne a contatto con un cumulo di neve, che raggiunse la quota di 7 chilometri e venne registrata dalle stazioni di rilevamento dell'Istituto meteorologico islandese. Questa fu la prima esplosione di vapore occorsa nel sito.
Il 31 marzo si aprì una nuova fessurazione.

### Effetti sull'acqua
Il 22 marzo 2010 un misuratore di portata situato nel fiume glaciale Krossá, che drena i ghiacciai Eyjafjallajökull e Mýrdalsjökull nell'area del Þórsmörk, ha iniziato a registrare una crescita improvvisa del livello dell'acqua e della sua temperatura, che è cresciuta di 6°C (11°F) in due ore, evento mai accaduto precedentemente dall'inizio dei rilevamenti sul fiume Krossá. Brevemente il livello dell'acqua è ritornato ad un livello normale e la temperatura dell'acqua è diminuita.
Si pensa che la crescita della temperatura dell'acqua fosse correlata alla vicina eruzione e stesse interessando parte del bacino idrografico del fiume. La temperatura del fiume Hruná, che scorre attraverso il canyon Hrunárgil, dove parte della lava sta scorrendo, è stata recentemente registrata dei geologi tra i 50°C (122°F) ed i 60°C (140°F), indicando che il fiume ha raffreddato la lava nel canyon. La lava che cola sui ghiacciai posti nelle valli alluvionali porta a valle grandi quantità di "fango caldo", il fenomeno è meglio conosciuto come Lahar.

### Analisi
Campioni di cenere vulcanica, raccolte nelle vicinanze dell'eruzione, mostrarono una concentrazione di fluoruri solubili in acqua, pari ad un terzo di quelli mediamente riscontrati nell'eruzione di Hekla, con un valore medio di 104 milligrammi per chilogrammo di cenere. L'agricoltura è molto importante in questa regione dell'Islanda e gli allevatori residenti nelle vicinanze del vulcano sono stati messi in guardia dal non usare le acque dei pozzi e dei fiumi a seguito dell'elevata concentrazione di fluoruri che può avere pesanti problemi sui reni e sul fegato del bestiame (particolarmente sulle pecore).

## Seconda eruzione
Il 14 aprile 2010, dopo una breve pausa, riprese l'eruzione da Eyjafjallajökull, questa volta dal centro del ghiacciaio, causando una inondazione che andò ad istradarsi nei vicini fiumi in due rivoli ai lati del vulcano, ed occorse l'impiego di 800 uomini per evacuare la zona. La strada lungo il fiume Markarfljót venne inondata in più punti.
Diversamente dalla prima eruzione, la seconda avvenne sotto i ghiacci. L'acqua fredda del ghiacciaio miscelata alla lava creò delle piccole particelle di ghiaccio che miscelate alla cenere si innalzarono nella nube di vapore e fumo e vennero trasportate a grande distanza. Questo, assieme alle dimensioni dell'eruzione, stimata venti volte maggiore di quella del 20 marzo su Fimmvörðuháls, creò una nube di particelle di silicio, molto pericolose per la navigazione aerea.
Alle ore 12:00 del 16 aprile l'eruzione era ancora in corso. Le previsioni per le 06:00 del 17 aprile mostravano una significativa nube diretta sul nord Europa.
Alle ore 00:00 UTC del 19 aprile l'eruzione del vulcano era ancora in corso.

### Nube di cenere
Le ceneri vulcaniche sono un pericolo notevole per i collegamenti aerei. Ma in aggiunta ai problemi del trasporto aereo, la chiusura totale dello spazio aereo norvegese ha obbligato a non utilizzare anche i mezzi di soccorso medico aereo e gli elicotteri. Le autorità sanitarie hanno dichiarato che si tratta di una sfida senza precedenti nella storia moderna, e che ambulanze dotate di personale medico sono state inviate nel nord del paese e fuori dalle città per decentralizzare i servizi sanitari in mancanza di trasporti aerei di soccorso.
La presenza della nube dipende dall'andamento dell'eruzione e dai venti in quota.

Andamento stimato della nube di cenere
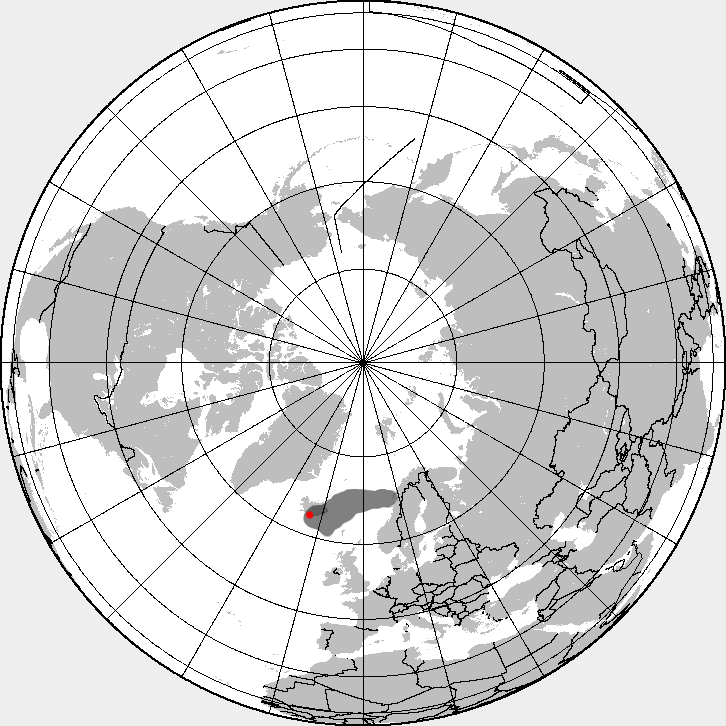
Nube di cenere stimata per le 18:00 GMT del 14 aprile. L'attuale previsione stimata dall'Istituto meteorologico di Londra London Volcanic Ash Advisory Centre site.
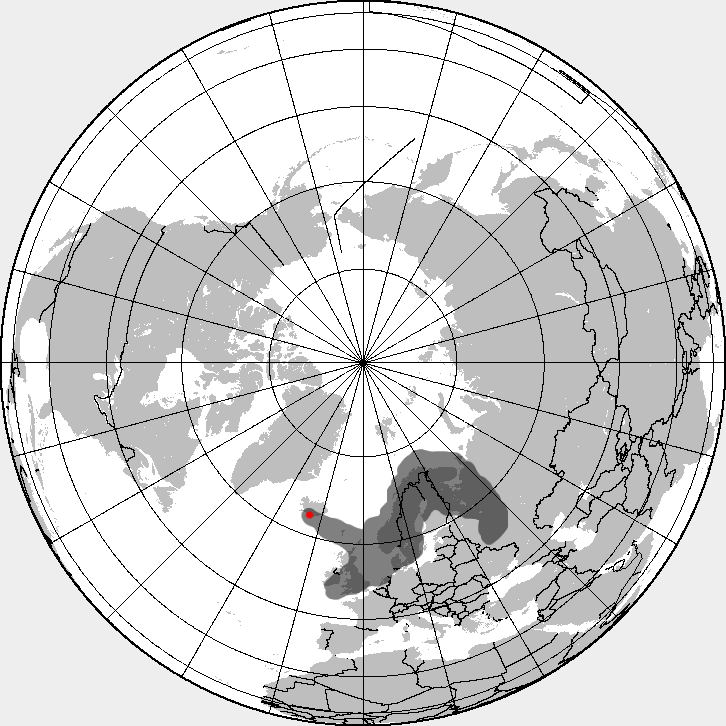
Nube di cenere stimata per le 18:00 GMT del 15 aprile. L'attuale previsione stimata dall'Istituto meteorologico di Londra London Volcanic Ash Advisory Centre site.
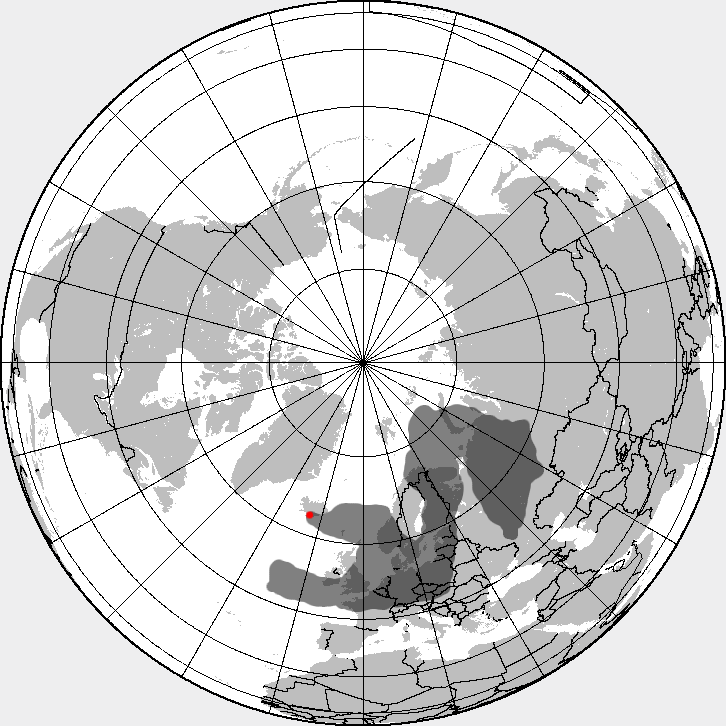
Nube di cenere stimata per le 18:00 GMT del 16 aprile. L'attuale previsione stimata dall'Istituto meteorologico di Londra London Volcanic Ash Advisory Centre site.
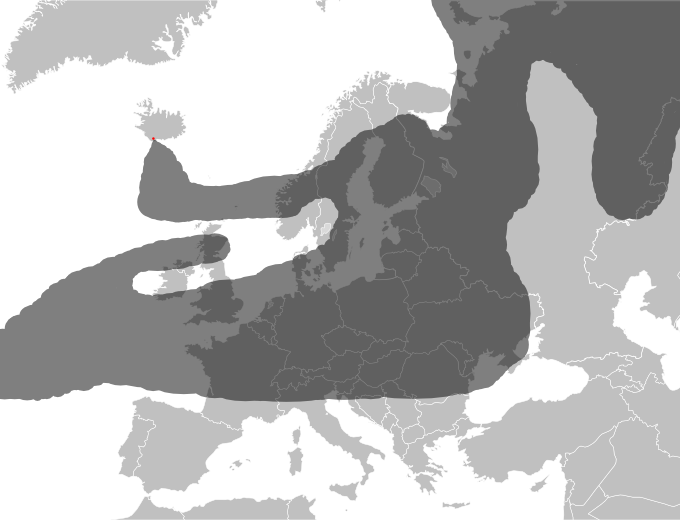
Nube di cenere stimata per le 18:00 GMT del 17 aprile. L'attuale previsione stimata dall'Istituto meteorologico di Londra London Volcanic Ash Advisory Centre site.
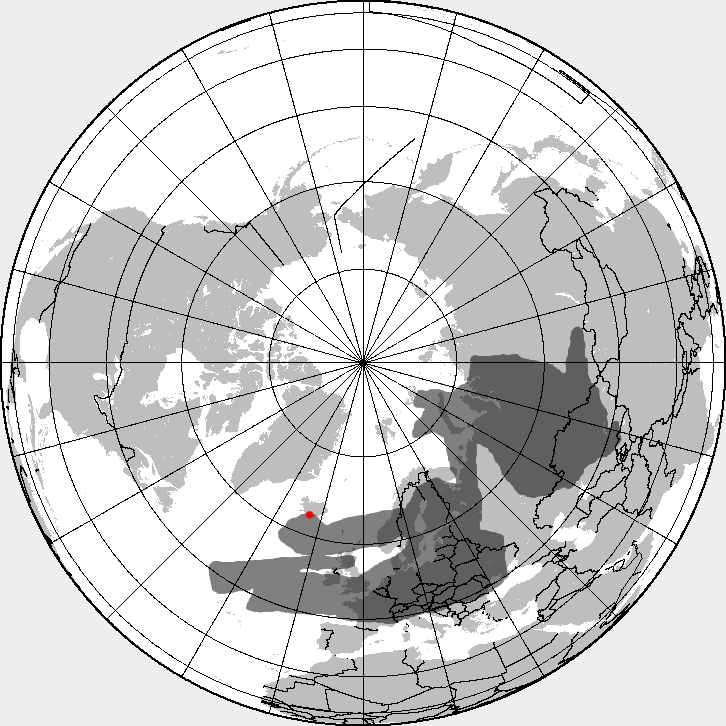
Nube di cenere stimata per le 18:00 GMT del 17 aprile. L'attuale previsione stimata dall'Istituto meteorologico di Londra London Volcanic Ash Advisory Centre site.
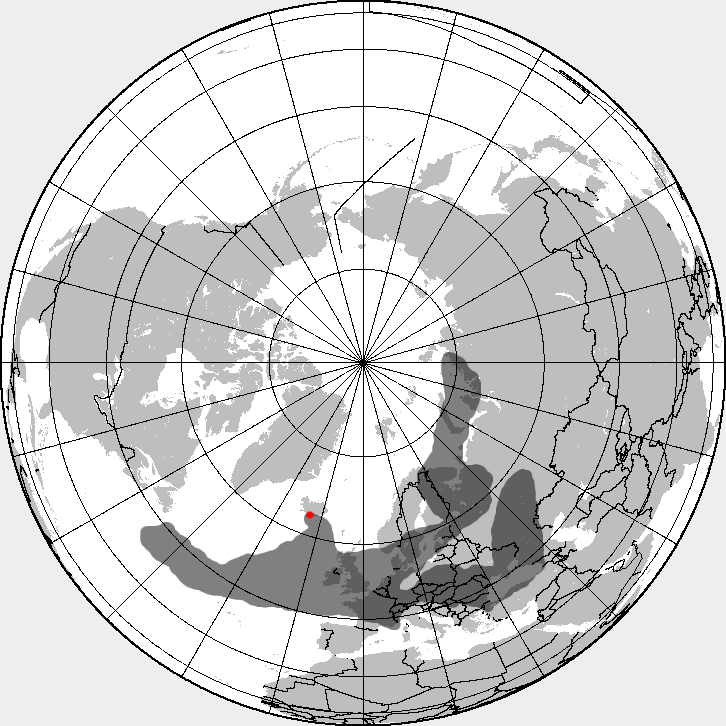
Nube di cenere stimata per le 18:00 GMT del 18 aprile. L'attuale previsione stimata dall'Istituto meteorologico di Londra London Volcanic Ash Advisory Centre site.
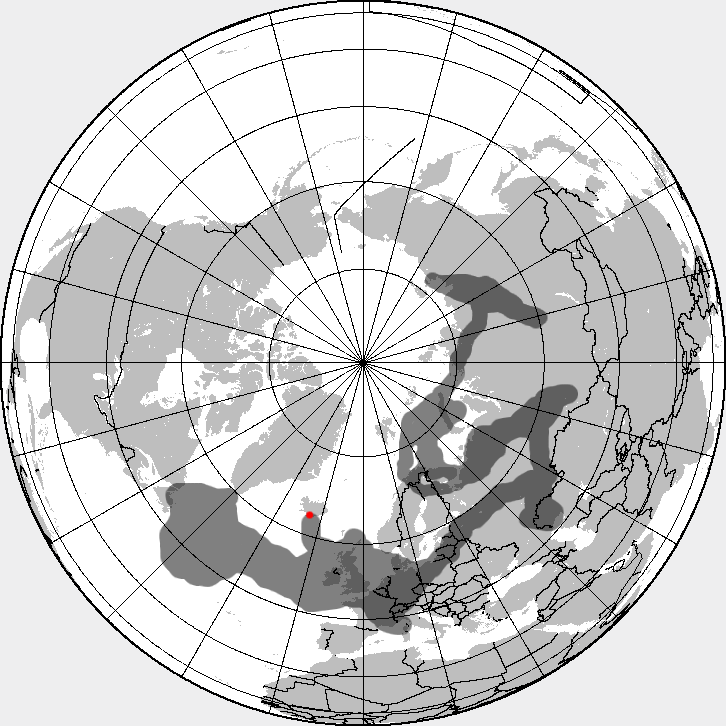
Nube di cenere stimata per le 18:00 GMT del 19 aprile. L'attuale previsione stimata dall'Istituto meteorologico di Londra London Volcanic Ash Advisory Centre site.
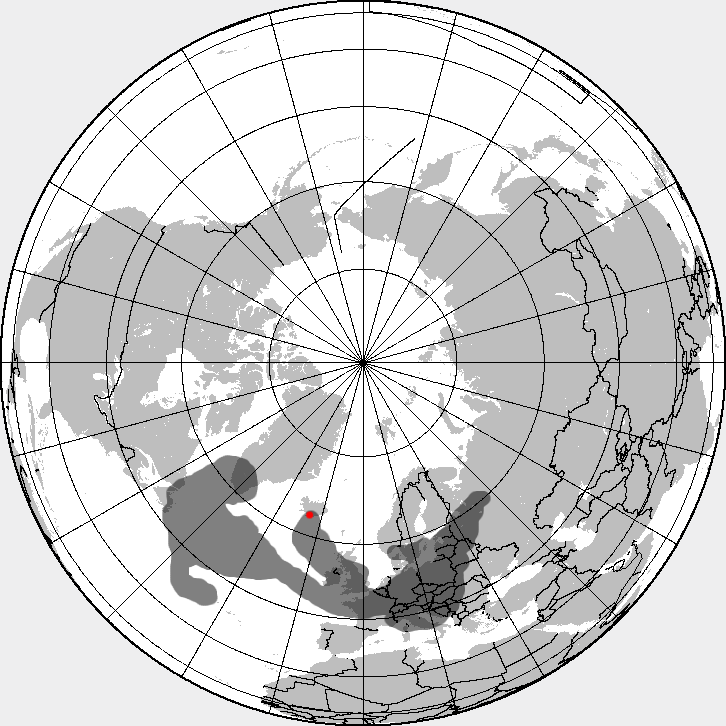
Nube di cenere stimata per le 18:00 GMT del 20 aprile. L'attuale previsione stimata dall'Istituto meteorologico di Londra London Volcanic Ash Advisory Centre site.
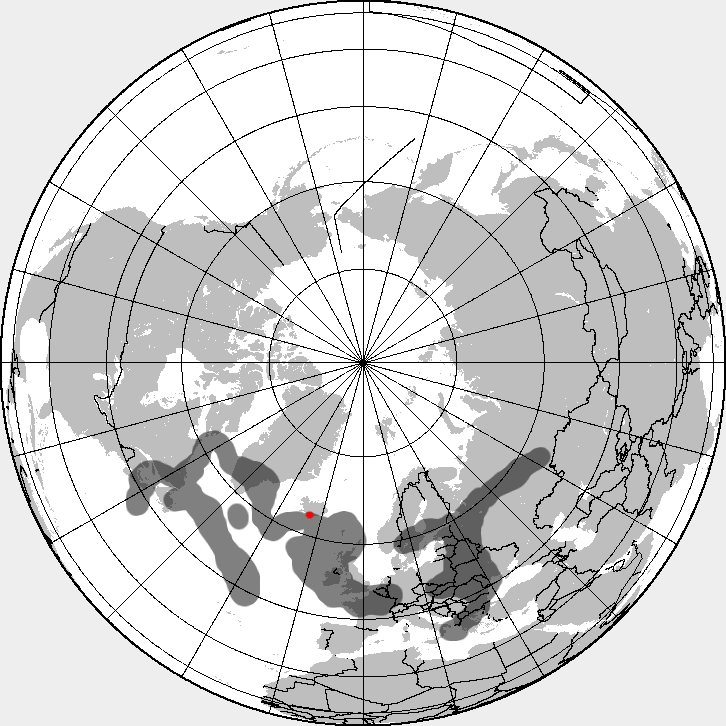
Nube di cenere stimata per le 18:00 GMT del 21 aprile. L'attuale previsione stimata dall'Istituto meteorologico di Londra London Volcanic Ash Advisory Centre site.
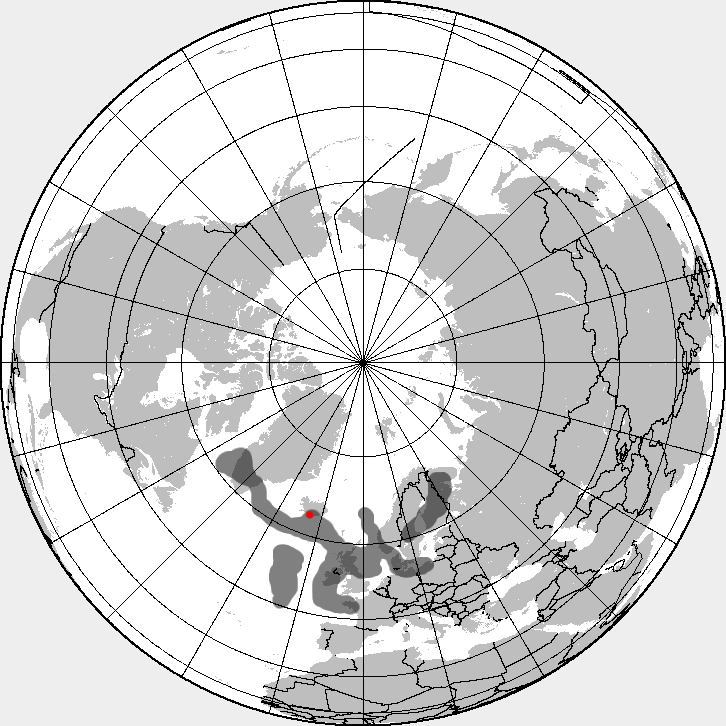
Nube di cenere stimata per le 18:00 GMT del 22 aprile. L'attuale previsione stimata dall'Istituto meteorologico di Londra London Volcanic Ash Advisory Centre site.
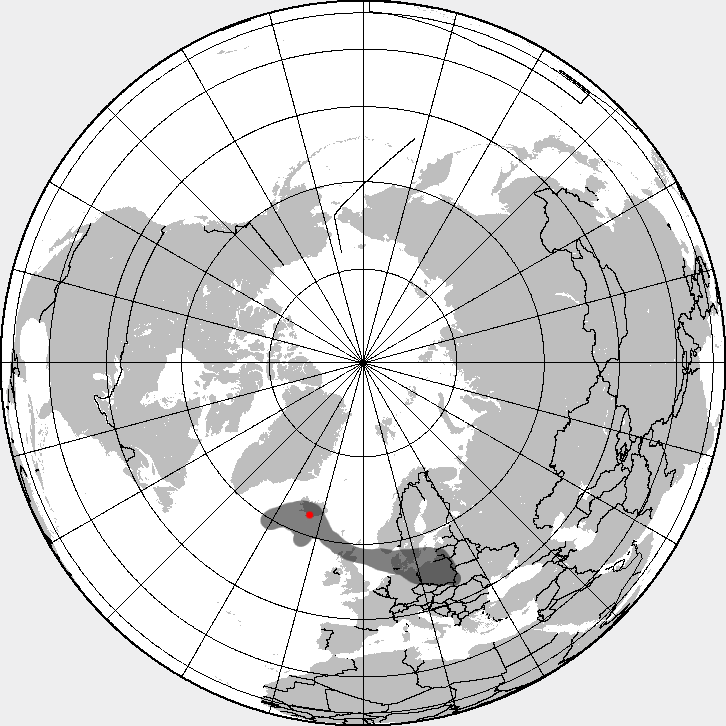
Nube di cenere stimata per le 18:00 GMT del 23 aprile. L'attuale previsione stimata dall'Istituto meteorologico di Londra London Volcanic Ash Advisory Centre site.
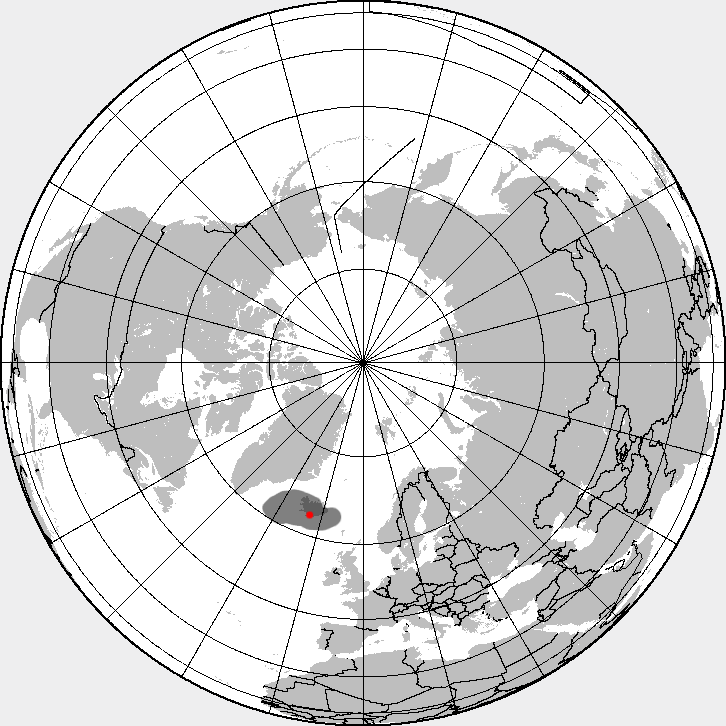
Nube di cenere stimata per le 18:00 GMT del 24 aprile. L'attuale previsione stimata dall'Istituto meteorologico di Londra London Volcanic Ash Advisory Centre site.
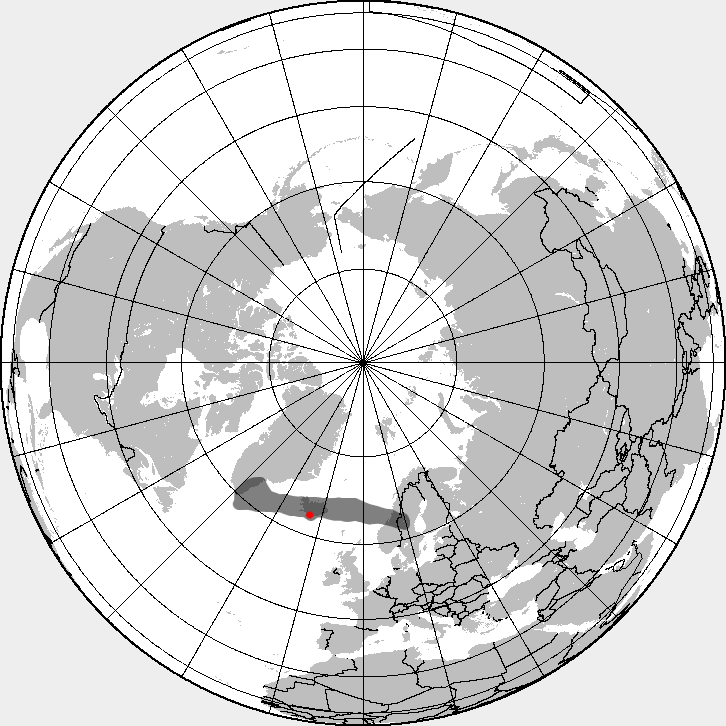
Nube di cenere stimata per le 18:00 GMT del 25 aprile. L'attuale previsione stimata dall'Istituto meteorologico di Londra London Volcanic Ash Advisory Centre site.
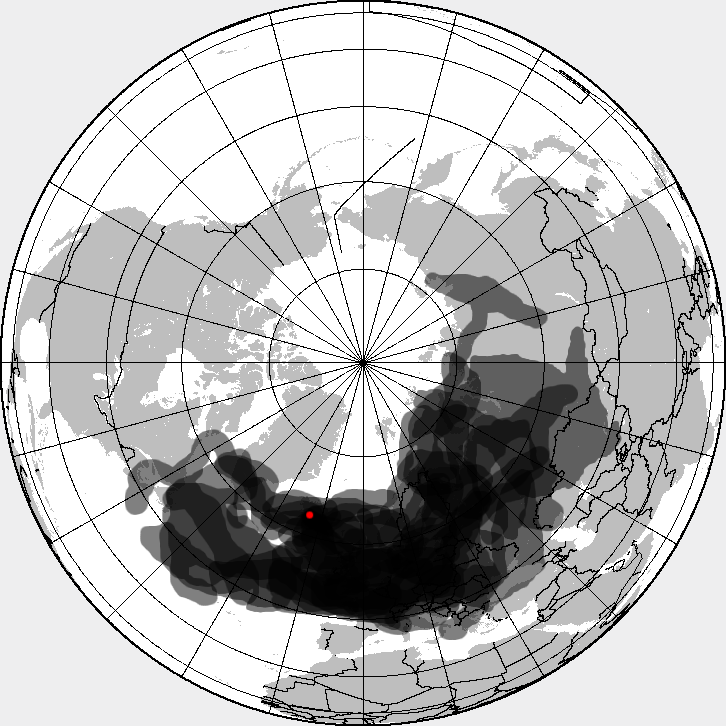
Nube di cenere stimata per del 14-25 aprile. L'attuale previsione stimata dall'Istituto meteorologico di Londra London Volcanic Ash Advisory Centre site.

### Effetti sul trasporto aereo internazionale
A seguito della seconda eruzione si è verificato un notevole blocco del traffico aereo a causa della nube di cenere che si è diffusa nell'atmosfera.
Dal 15 al 23 aprile lo spazio aereo di gran parte dell'Europa è stato completamente interdetto. Nelle settimane successive si sono comunque registrate altre chiusure e disagi nei paesi dell'Europa Centrale, fino al 9 maggio.
La IATA ha stimato una perdita di circa 200 milioni di dollari al giorno per le compagnie di trasporto aereo.
Il blocco del traffico aereo ha avuto numerose ripercussioni su molti eventi politici, artistici e sportivi del mondo.

## Effetti ambientali nel lungo periodo
L'elevata presenza di fluoruro nella eruzione di Hekla rappresentò una minaccia per il foraggio del bestiame, soprattutto per le pecore. L'avvelenamento da fluoro può iniziare da una dieta con contenuto di fluoro di 25 ppm. A 250 ppm la morte può verificarsi entro pochi giorni. Nel 1783, il 79% delle pecore d'Islanda vennero uccise, probabilmente a causa dei fluoruri immessi nell'atmosfera a causa dell'eruzione del Lakagígar. Le ceneri dell'attuale eruzione di Eyjafjallajökull, contengono un terzo della concentrazione media dell'eruzione di Hekla, con un valore medio di 104 milligrammi di fluoruri per chilogrammo di cenere. Una diffusione su larga scala di anidride solforosa (SO2) nell'atmosfera, pone potenziali rischi per la salute.
Le eruzioni vulcaniche di grandi dimensioni sono note per produrre mutazioni nell'atmosfera. Sono probabili, nella maggior parte del nord Europa, tramonti rosso fuoco. Se rafforzata da un sistema meteorologico complementare, la nube vulcanica può contribuire ad un aumento generale di maltempo. L'eruzione di Laki è stata collegata con eventi meteorologici estremi; dalle gravi grandinate in Gran Bretagna al congelamento del Mississippi a New Orleans.
Gli aerosol di solfati che raggiungono la stratosfera, catalizzano la produzione di monossido di cloro (ClO), che distrugge l'ozono (O3). Nella troposfera superiore, gli stessi aerosol diventano nuclei di cirri, che aumentano l'albedo della Terra e quindi alterano il suo equilibrio di radiazioni. Diverse eruzioni nel corso del secolo passato hanno causato un calo della temperatura media sulla superficie terrestre fino a mezzo grado (scala Celsius) per periodi da uno a tre anni, anche se considerando la relativa piccola dimensione dell'eruzione è difficile possa avere un impatto significativo sul clima.

## Conseguenze secondarie
- A causa del blocco del traffico aereo seguito all'eruzione vulcanica, molti leader mondiali quali Nicolas Sarkozy, José Zapatero, Silvio Berlusconi, Angela Merkel e Barack Obama non hanno potuto partecipare alle esequie del presidente polacco Lech Kaczyński, deceduto a seguito dell'incidente dell'aereo sul quale si trovava.
- È stato annullato il vertice politico italo-tedesco previsto ad Hannover.
- Il volo della cancelliera tedesca Angela Merkel, proveniente da Washington e diretto a Berlino, è stato dapprima dirottato su Lisbona e poi su Roma, costringendo infine Angela Merkel a raggiungere la capitale tedesca in auto.
- Le scuderie della Formula uno sono rimaste bloccate a Shanghai dopo il Gran Premio, mentre le scuderie del Mondiale Rally hanno avuto difficoltà dopo la corsa in Turchia.
- La gara del motomondiale sul circuito di Motegi, prevista per il 25 aprile, è stata spostata al 3 ottobre, a causa dell'impossibilità, per le squadre, di raggiungere il Giappone.[45].
- Il Barcellona FC, in vista della gara contro l'Inter, valevole per l'andata delle semifinali di Champions League, ha potuto raggiungere Milano solo dopo un viaggio in pullman di circa 14 ore.
- Il roster di Raw non è potuto rientrare negli Stati Uniti per svolgere la puntata settimanale dello show.
- I Metallica, in tour in Europa, per non modificare la tabella di marcia della loro tournée hanno deciso di spostarsi da Oslo (Norvegia) a Riga (Lettonia) impiegando circa 28 ore tra pullman e nave.
- Molte autorità e personalità del mondo dello spettacolo, a causa dell'interruzione dei voli nello spazio aereo italiano, non hanno potuto presenziare ai funerali di Raimondo Vianello che si sono svolti 17 aprile presso la Chiesa di Dio Padre a Milano 2. La vedova, Sandra Mondaini si è comunque sentita sollevata per ciò.[46]
- Nel 2013 il regista Alexandre Coffre ha diretto un film comico sulla base di questo evento, Tutta colpa del vulcano (Eyjafjallajökull).[47]